# Alseis
Alseis là một chi thực vật thuộc họ Rubiaceae.

## Các loài
Chi này có các loài sau (tuy nhiên danh sách này có thể chưa đủ):
- Alseis blackiana Hemsl. - Panamá, Colombia
- Alseis costaricensis C.M.Taylor - Costa Rica
- Alseis eggersii Standl. - Ecuador, Perú
- Alseis floribunda Schott - Bolivia, Brazil
- Alseis gardneri Wernham - Rio de Janeiro (state)
- Alseis hondurensis Standl. - Chiapas, Guatemala, Belize, Honduras
- Alseis involuta K.Schum. - Brazil
- Alseis labatioides H.Karst. ex K.Schum. - Colombia, Venezuela, Guyana
- Alseis latifolia Gleason - Maranhão
- Alseis longifolia Ducke - Guyana, Suriname, Brazil
- Alseis lugonis L.Andersson - Ecuador
- Alseis microcarpa Standl. & Steyerm. - Venezuela, Colombia, Perú
- Alseis mutisii Moldenke - Colombia, Venezuela
- Alseis peruviana Standl. - Ecuador, Peru
- Alseis pickelii Pilg. & Schmale - Brazil
- Alseis reticulata Pilg. & Schmale - Amazonas (state of Brazil) and Bolivia
- Alseis smithii Standl. - Guyana
- Alseis yucatanensis Standl. - Belize, Guatemala, Campeche, Quintana Roo, Tabasco, Chiapas, Yucatán